# 郭奎
郭奎（?—?），字子章，巢县（今属安徽）人。
早隨与汪朝宗、吴去疾向余阙学習，慷慨有志节。後仗劍從軍，參朱元璋幕。朱元璋的侄子朱文正，在南昌開立大都督府，奎尝参其军事。至正二十五年朱文正因罪被殺，奎亦坐诛。著有《望雲集》。